# Cresta dei buoi presso l'Eremo
Cresta dei buoi presso l'Eremo (Côte des Bœufs at L'Hermitage) è un dipinto a olio su tela dell'artista francese Camille Pissarro, conservato alla National Gallery di Londra. 
Fu dipinto nel 1877 ed esposto lo stesso anno in una mostra oggi generalmente definita la terza mostra impressionista. Il quadro risulta di grandi dimensioni rispetto ai tipici lavori di Pissarro, ed infatti egli descrisse lo sforzo di dipingerlo come "opera di un benedettino". Pissarro si disse sempre orgoglioso del dipinto, che rimase in possesso della sua famiglia fino al 1913. 

## Storia
Nel 1872 Pissarro si trasferì per la seconda volta nel comune di Pontoise, poco più di trenta chilometri a nord-ovest di Parigi, dove visse con la sua famiglia fino al 1884. Le colline del vicino quartiere dell’Eremo fecero da cornice a un gran numero dei dipinti di Pissarro durante i suoi soggiorni nell’area.
La Côte des Bœufs (“cresta o crinale dei buoi”) è una ripida collina appena a nord del fiume Oise e appena ad ovest di rue de L'Hermitage, la strada che attraversa il quartiere. Il nome deriva da un sentiero collinare chiamato sente des Boves (Boves è una parola latina, tradotta in francese come Bœufs). Da questo luogo in particolare Pissarro dipinse scene cinque volte in tre decenni diversi.

## Composizione
Il dipinto di una vista sulla collina esprime una dinamica fortemente verticale, grazie alle sue file di tronchi d'albero e le linee degli edifici, nonché grazie allo stesso formato, atipicamente verticale. Le linee inclinate del sottobosco, dei tetti e della cima della collina contrastano con la spinta verso l'alto dell'opera, ma questo contrasto è attenuato dalla presenza degli alberi, che, velando la media distanza, lasciano scivolare l'occhio dell'osservatore sulla superficie della composizione. La presentazione dei frontoni triangolari che salgono sulla collina dimostra la leggera influenza della tecnica di compressione spaziale di Paul Cézanne, sebbene Pissarro la applichi senza l'aggressività tipicamente associata al metodo di Cézanne. Il cielo aperto appare in alto a destra del quadro, nella direzione in cui si estendono i rami degli alberi, facendo riecheggiare le linee dei frontoni.